# Estação Wadi Hof
Wadi Hof (em árabe: وادي حوف) é uma das estações da linha 1 do metro do Cairo, no Egito. Foi inaugurada em 26 de setembro de 1987 quando entrou em operação o Metro do Cairo.

## Toponímia
A região de Wadi Hof era conhecida anteriormente como Al-Wadi (O Vale), em razão dela estar localizada próxima ao nível do mar. Wadi Hof fica no sul de Helwan, próxima da colina Mokattam  e com o rio Nilo ao sul.